# Kalarla
Kalarla, également appelé Kabala, est une commune rurale située dans le département de Morolaba de la province de Kénédougou dans la région des Hauts-Bassins au Burkina Faso.

## Géographie
Kalarla est localisé à environ 6 km au nord-est de Morolaba.

## Économie
L'économie de la commune est basée sur la culture du coton.

## Santé et éducation
Le centre de soins le plus proche de Kalarla est le centre de santé et de promotion sociale (CSPS) de Morolaba.